# Châtel-de-Neuvre
Châtel-de-Neuvre település Franciaországban, Allier megyében. Lakosainak száma 557 fő (2022. január 1.). Châtel-de-Neuvre Bresnay, Chemilly, La Ferté-Hauterive, Meillard és Monétay-sur-Allier községekkel határos.

## Népesség
A település népességének változása:
| Lakosok száma | 600  | 582  | 512  | 517  | 560  | 551  | 542  | 544  | 546  | 557  |
|               | 1968 | 1982 | 1990 | 2006 | 2013 | 2015 | 2017 | 2019 | 2020 | 2022 |